# Baniyas Refinery Sports Club
O Baniyas Refinery Sports Club é um clube de futebol com sede em Baniyas, Síria. A equipe compete no Campeonato Sírio de Futebol.

## História
O clube foi fundado em 1989.